# Cuerva (kommun)
Cuerva är en kommun i Spanien.   Den ligger i provinsen Toledo och regionen Kastilien-La Mancha, i den centrala delen av landet, 90 km sydväst om huvudstaden Madrid. Antalet invånare är 1 564.